# Estadio Herman Vanderpoorten
El Herman Vanderpoortenstadion, también conocido como Het Lisp, es un estadio de fútbol ubicado en Lier, Bélgica. Fue inaugurado en 1925 y tiene una capacidad para 14 538 espectadores, siendo el estadio en el que disputa sus partidos el Lierse SK. 
El estadio recibe el nombre de Herman Vanderpoorten, un político belga que fue alcalde de Lier entre 1982 y 1984.